# Campionati mondiali di sci nordico 1962
I Campionati mondiali di sci nordico 1962, ventiquattresima edizione della manifestazione, si svolsero dal 18 al 25 febbraio a Zakopane, in Polonia. Vennero assegnati dieci titoli.
Rispetto all'edizione precedente vennero introdotte due nuove gare: in campo femminile la 5 km di sci di fondo; in quello maschile la competizione di salto con gli sci dal trampolino normale.

## Risultati

### Uomini

#### Combinata nordica
| Posizione | Atleta            | Nazione          | Punti  |
| --------- | ----------------- | ---------------- | ------ |
| 1         | Arne Larsen       | Norvegia         | 454,33 |
| 2         | Dmitrij Kočkin    | Unione Sovietica | 448,77 |
| 3         | Ole Fagerås       | Norvegia         | 442,25 |
| 4         | Tormod Knutsen    | Norvegia         | 424,65 |
| 5         | Michail Prjachin  | Unione Sovietica | 423,97 |
| 6         | Wilhelm Köstinger | Austria          | 421,05 |

19-20 febbraio

Trampolino: Wielka Krokiew K90

Fondo: 15 km

#### Salto con gli sci

##### Trampolino normale
| Posizione | Atleta             | Nazione          | Punti |
| --------- | ------------------ | ---------------- | ----- |
| 1         | Toralf Engan       | Norvegia         | 223,6 |
| 2         | Antoni Łaciak      | Polonia          | 222,5 |
| 3         | Helmut Recknagel   | Germania Est     | 219,8 |
| 4         | Hemmo Silvennoinen | Finlandia        | 218,9 |
| 5         | K'oba Ts'akadze    | Unione Sovietica | 218,8 |
| 6         | Veit Kührt         | Germania Est     | 217,8 |

21 febbraio

Trampolino: Wielka Krokiew K70

##### Trampolino lungo
| Posizione | Atleta            | Nazione          | Punti |
| --------- | ----------------- | ---------------- | ----- |
| 1         | Helmut Recknagel  | Germania Est     | 241,4 |
| 2         | Nikolaj Kamenskij | Unione Sovietica | 226,4 |
| 3         | Niilo Halonen     | Finlandia        | 224,5 |
| 4         | Toralf Engan      | Norvegia         | 223,5 |
| 5         | Peter Lesser      | Germania Est     | 223,3 |
| 6         | Antoni Łaciak     | Polonia          | 222,3 |

25 febbraio

Trampolino: Wielka Krokiew K90

#### Sci di fondo

##### 15 km
| Posizione | Atleta            | Nazione   | Tempo   |
| --------- | ----------------- | --------- | ------- |
| 1         | Assar Rönnlund    | Svezia    | 55:22,8 |
| 2         | Harald Grønningen | Norvegia  | 55:52,2 |
| 3         | Einar Østby       | Norvegia  | 55:54,8 |
| 4         | Magnar Lundemo    | Norvegia  | 55:56,1 |
| 5         | Eero Mäntyranta   | Finlandia | 56:24,4 |
| 6         | Janne Stefansson  | Svezia    | 56:48,9 |

20 febbraio

##### 30 km
| Posizione | Atleta            | Nazione   | Tempo     |
| --------- | ----------------- | --------- | --------- |
| 1         | Eero Mäntyranta   | Finlandia | 1:52:39,4 |
| 2         | Janne Stefansson  | Svezia    | 1:52:49,1 |
| 3         | Giulio De Florian | Italia    | 1:53:13,3 |
| 4         | Magnar Lundemo    | Norvegia  | 1:53:32,9 |
| 5         | Einar Østby       | Norvegia  | 1:53:38,3 |
| 6         | Assar Rönnlund    | Svezia    | 1:53:41,4 |

18 febbraio

##### 50 km
| Posizione | Atleta            | Nazione   | Tempo     |
| --------- | ----------------- | --------- | --------- |
| 1         | Sixten Jernberg   | Svezia    | 3:03:48,5 |
| 2         | Assar Rönnlund    | Svezia    | 3:05:39,1 |
| 3         | Kalevi Hämäläinen | Finlandia | 3:05:42,8 |
| 4         | Magnar Lundemo    | Norvegia  | 3:05:43,5 |
| 5         | Eero Mäntyranta   | Finlandia | 3:05:58,3 |
| 6         | Janne Stefansson  | Svezia    | 3:06:12,0 |

24 febbraio

##### Staffetta 4x10 km
| Posizione | Nazione          | Atleti                                                                  | Tempo     |
| --------- | ---------------- | ----------------------------------------------------------------------- | --------- |
| 1         | Svezia           | Lars Olsson Sture Grahn Sixten Jernberg Assar Rönnlund                  | 2:24:38,8 |
| 2         | Finlandia        | Väinö Huhtala Kalevi Laurila Pentti Pesonen Eero Mäntyranta             | 2:25:24,3 |
| 3         | Unione Sovietica | Ivan Utrobin Pavel Kolčin Aleksej Kuznecov Gennadij Vaganov             | 2:26:14,3 |
| 4         | Norvegia         | Hallgeir Brenden Magnar Lundemo Einar Østby Harald Grønningen           | 2:26:45,8 |
| 5         | Italia           | Giuseppe Steiner Gianfranco Stella Marcello De Dorigo Giulio De Florian | 2:28:15,0 |
| 6         | Francia          | Félix Mathieu René Secretant Victor Arbez Jean Mermet                   | 2:34:03,0 |

22 febbraio

### Donne

#### Sci di fondo

##### 5 km
| Posizione | Atleta           | Nazione          | Tempo   |
| --------- | ---------------- | ---------------- | ------- |
| 1         | Alevtina Kolčina | Unione Sovietica | 19:28,6 |
| 2         | Ljubov' Kozyreva | Unione Sovietica | 20:15,9 |
| 3         | Marija Gusakova  | Unione Sovietica | 20.27,5 |
| 4         | Siiri Rantanen   | Finlandia        | 20:45,9 |
| 5         | Mirja Lehtonen   | Finlandia        | 20:55,7 |
| 6         | Evdokija Mekšilo | Unione Sovietica | 21:14,5 |

19 febbraio

##### 10 km
| Posizione | Atleta            | Nazione          | Tempo   |
| --------- | ----------------- | ---------------- | ------- |
| 1         | Alevtina Kolčina  | Unione Sovietica | 39:48,2 |
| 2         | Marija Gusakova   | Unione Sovietica | 40:59,9 |
| 3         | Rad'ja Erošina    | Unione Sovietica | 41:17,1 |
| 4         | Ljubov' Kozyreva  | Unione Sovietica | 41:26,0 |
| 5         | Mirja Lehtonen    | Finlandia        | 41:53,2 |
| 6         | Barbro Martinsson | Svezia           | 42:28,4 |

21 febbraio

##### Staffetta 3x5 km
| Posizione | Nazione          | Atlete                                                  | Tempo     |
| --------- | ---------------- | ------------------------------------------------------- | --------- |
| 1         | Unione Sovietica | Ljubov' Kozyreva Marija Gusakova Alevtina Kolčina       | 59:08,8   |
| 2         | Svezia           | Barbro Martinsson Britt Strandberg Toini Gustafsson     | 59:27,9   |
| 3         | Finlandia        | Siiri Rantanen Eeva Ruoppa Mirja Lehtonen               | 1:01:33,0 |
| 4         | Polonia          | Weronika Budny Józefa Czerniawska-Pęksa Stefania Biegun | 1:02:37.5 |
| 5         | Germania Est     | Renate Dannhauer Christa Herklotz Sonnhilde Kallus      | 1:02:41.1 |
| 6         | Cecoslovacchia   | Vlasta Srnková Jarmila Skodová Eva Paulusová            | 1:05:02.4 |

23 febbraio

## Medagliere per nazioni
| Posizione | Nazione          | Oro | Argento | Bronzo | Totale |
| --------- | ---------------- | --- | ------- | ------ | ------ |
| 1         | Unione Sovietica | 3   | 4       | 3      | 10     |
| 2         | Svezia           | 3   | 3       | 0      | 6      |
| 3         | Norvegia         | 2   | 1       | 2      | 5      |
| 4         | Finlandia        | 1   | 1       | 3      | 5      |
| 5         | Germania Est     | 1   | 0       | 1      | 2      |
| 6         | Polonia          | 0   | 1       | 0      | 1      |
| 7         | Italia           | 0   | 0       | 1      | 1      |